# Surinaamse klederdracht

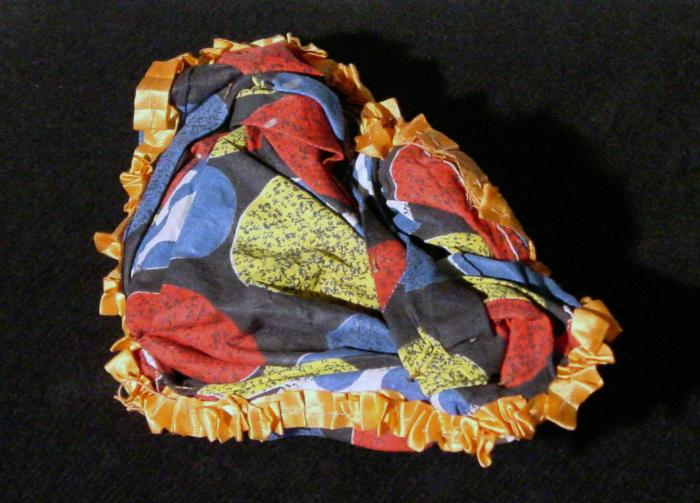
Angisa hoofddoek

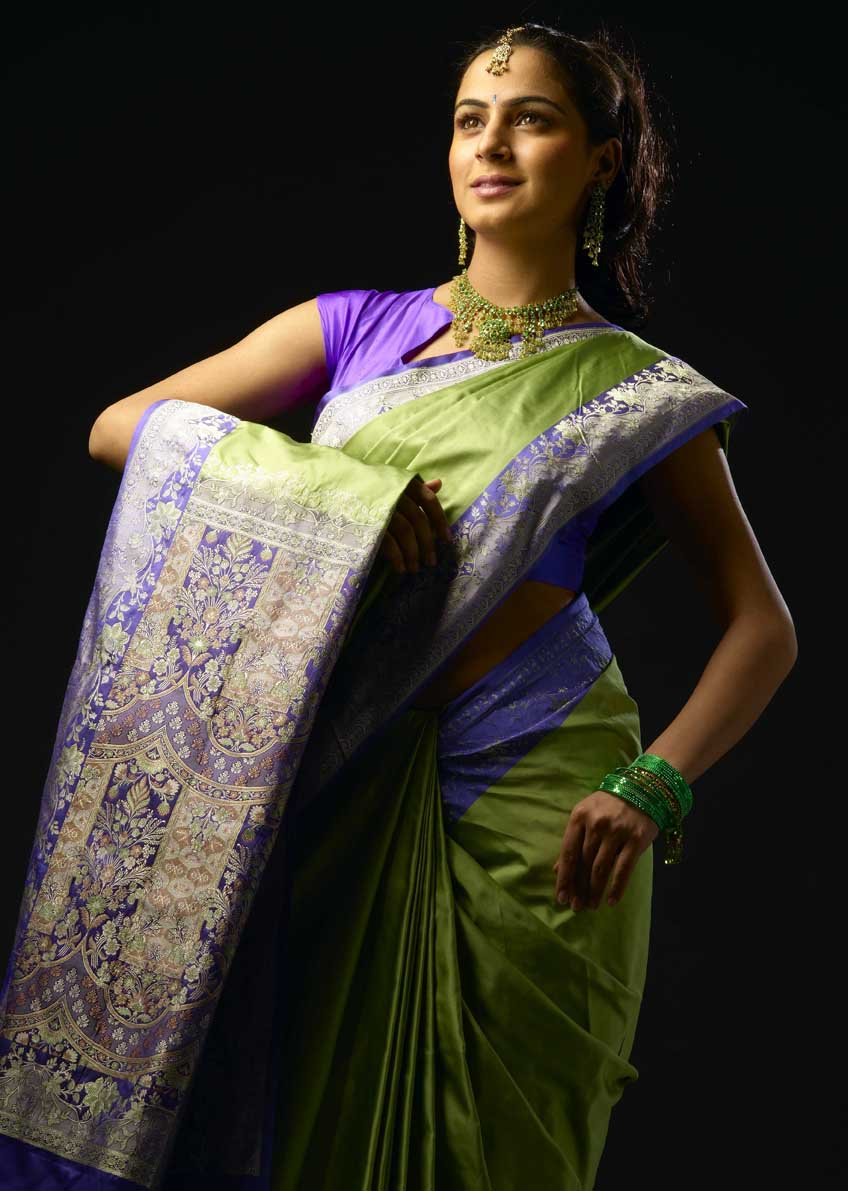
Jonge vrouw in sari

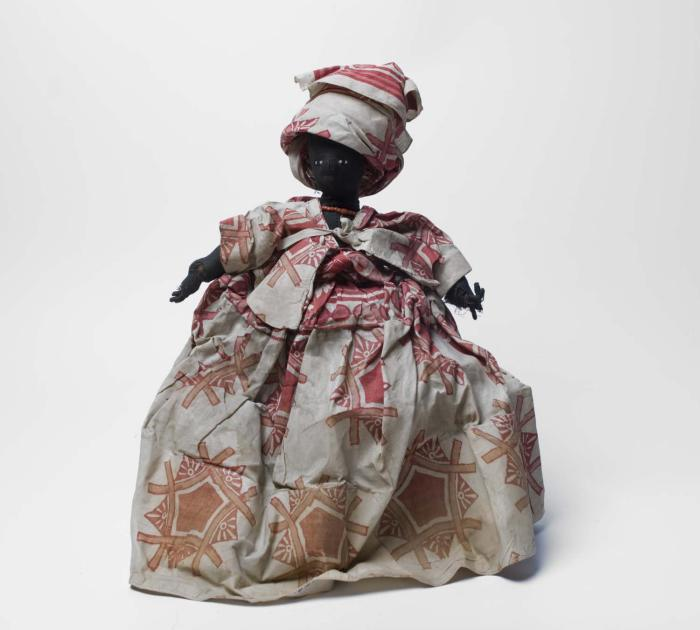
Pop uit 1826 gekleed in kotomisi

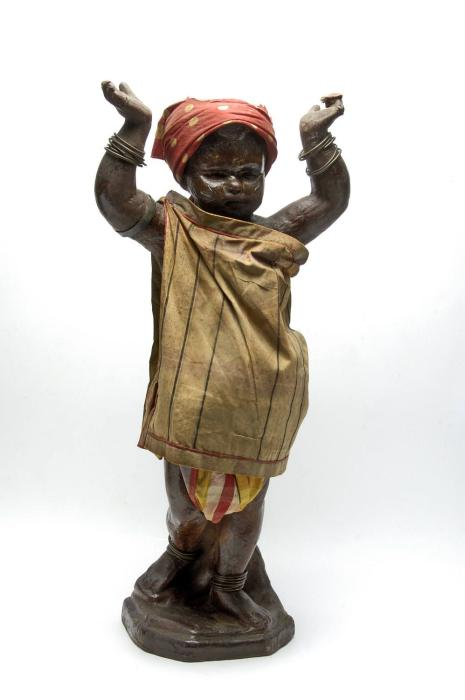
Beeldje van rubber gekleed in kamisa

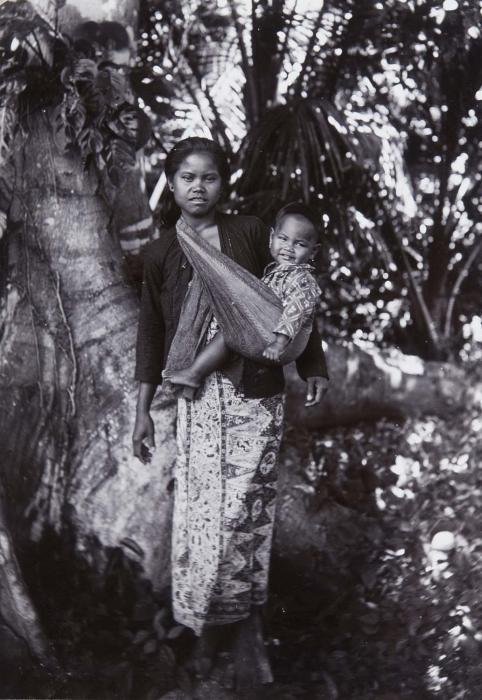
Javaanse vrouw met kind in slendang

Surinaamse klederdracht is de traditionele kleding zoals die door de verschillende bevolkingsgroepen van Suriname wordt gedragen. De vier grootste bevolkingsgroepen hebben ieder hun specifieke klederdracht.

## Hindoestaanse klederdracht
De traditionele kleding van de Hindoestaanse man bestaat uit dhoti, brede en lange witte doek vastgemaakt om de lendenen, daarboven werd een loshangend hemd gedragen, de koerta. Een tulband werd slechts door hogere kasten of bij feestelijkheden gedragen. De vrouw draagt van boven een nauwsluitend pak met wijde rok. Haar hoofddoek is vaak van dunne kleurige stoffen en reikt tot het middel. De traditionele feestelijke kleding van de Hindoestaanse vrouw is de sari, een lange zijde-achtige 'jurk' die haar hele lichaam omwikkelt.
Tegenwoordig is de dhoti van de man vervangen door een broek of pantalon maar daaroverheen een losvallend hemd. Steeds vaker wordt daarbij een colbert gedragen en zelfs een das. Ook de vrouw heeft zich een meer westerse kledingstijl aangemeten, maar sari is nog steeds een belangrijk feestelijk kledingstuk bij bijvoorbeeld een Hindoestaans huwelijksfeest.
Sieraden spelen een grote rol bij huwelijksvoltrekkingen. De vrouw draagt er een aanzienlijke hoeveelheid van rond haar nek, polsen en enkels. Ook oorbellen maken een belangrijk deel van de aankleding uit, evenals een hoofdsieraad, vaak van filigrein. Boven de neuswortel plaatst men de tikka, een gekleurde stip. Een ring in de linker neusvleugel of door het tussenschot van de neus komt ook veel voor.

## Creoolse klederdracht
Voor Afro-Surinaamse vrouwen was de manier van kleden zowel tijdens de slavernij als daarna gebonden aan regels. Er waren wettelijke regels opgesteld over hoe slaven zich behoorden te kleden. Vóór de afschaffing van de slavernij in 1863, bestond de kleding van slavinnen uit een paantje, een borstlap, een korte rok en een zakvormige jurk. Van deze zakvormige jurk, die de slavin een 'misvormd' uiterlijk moest geven, wordt gezegd dat die uit jaloezie ontworpen is door de echtgenoten van de slavenhouders, omdat zij vonden dat hun mannen te veel aandacht schonken aan de jonge slavinnen. Na de afschaffing van de slavernij liepen vrouwen in een jak, een wijde rok en een hoofddoek: de voorlopers van de koto en de angisa. De wet van 1879 omschreef duidelijk hoe mannen, vrouwen en kinderen gekleed moesten gaan, wilden zij geen boete krijgen. De koto (rok en blouse) en de angisa (hoofddoek) behoren tot de klederdracht die in Suriname is ontstaan tijdens de slavernijperiode. In de loop der tijd ontwikkelden zich verschillende kotostijlen, aangepast aan verschillende gelegenheden. Onder de koto worden twee onderrokken gedragen. Bij feestkleding wordt de koto opgebonden door middel van een opgevulde rol, koi genoemd, die de koto extra wijd laat uitstaan. Daarboven een hemd, empi, met daaroverheen een jak(i).
De angisa die op verschillende manieren gebonden kan worden, was bedoeld om het haar te bedekken; slavinnen mochten niet met onbedekt hoofd lopen. Al gauw werd het een instrument om boodschappen door te geven aan anderen en de stemming van de Creoolse vrouw weer te geven. Een bekende angisa-bindstijl is 'Let them Talk', maar ook andere spreuken (odo's), levenswijsheden, boodschappen en waarschuwingen werden met een bepaalde bindstijl doorgegeven. Voorheen werden de koto en angisa geassocieerd met de Creoolse volksklasse, maar vandaag de dag komt het regelmatig voor dat Creoolse vrouwen uit de midden- en eliteklasse een koto-dansi organiseren. Dat is een dansfeest waarbij verschillende kotomisi’s worden dragen.

## Klederdracht van de Marrons

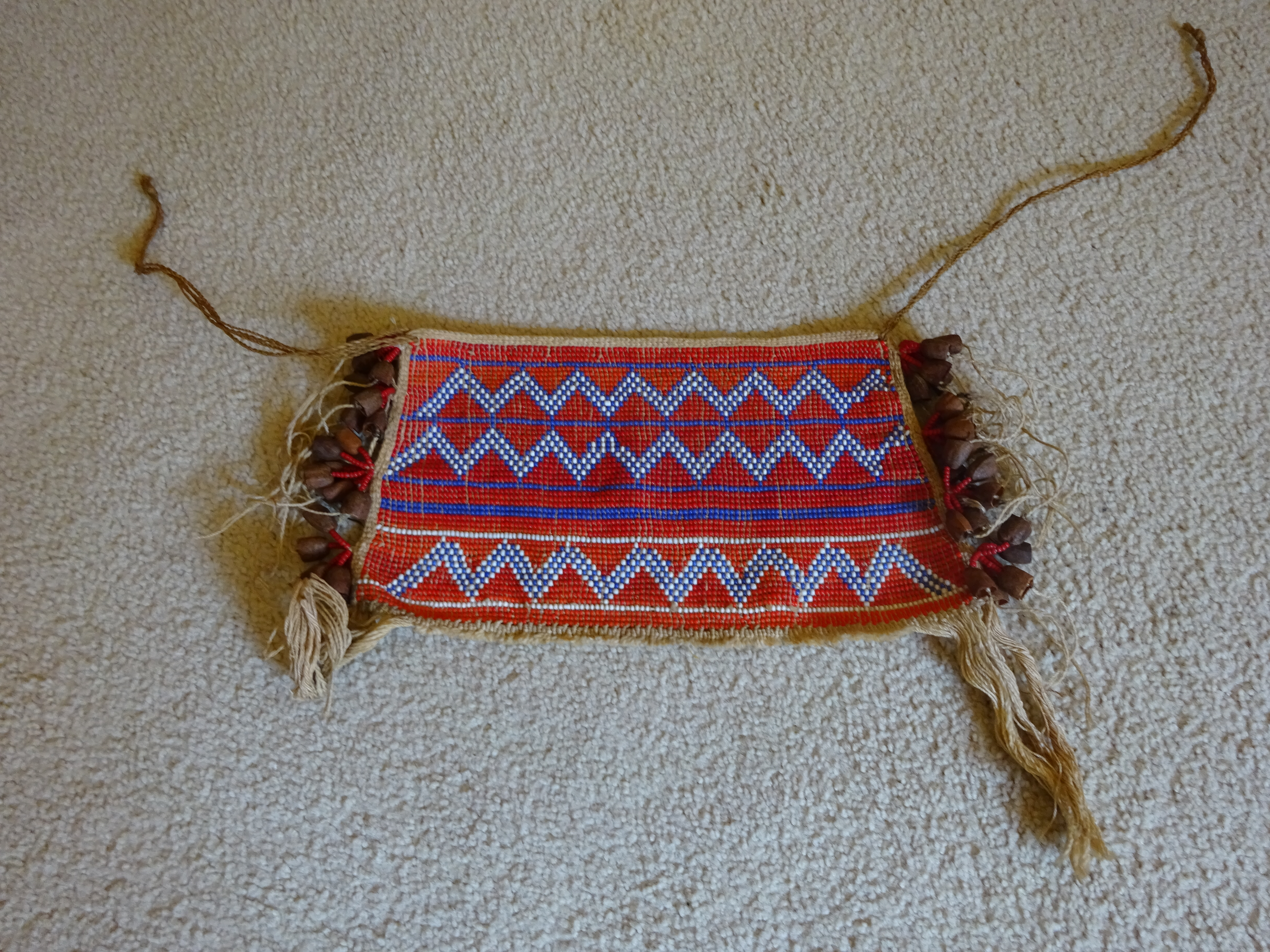
Kwei of kweju

De Marrons dragen een langwerpige lap die tussen de benen door voor en achter over een koord heen hangt, de kamisa. Over de kamisa wordt een pangi gedragen, vaak een felgekleurde schots geruite doek. Bij de mannen vastgeknoopt bij de schouder, bij de vrouwen rond hun middel. De jonge meisjes en jongens dragen alleen een kwei met ceintuur, dit is een schortje aan de voorkant dat van achter de billen bloot laat en is afgeleid van de kledij van de vrouwelijke inheemse bevolking. De naam van dit schaamschortje is afgeleid van het caribische woord kweju dat op de eveneens weinig verhullende schaamschortjes van de vrouwelijke Karaïben en Arowakken sloeg. Pas bij de puberteit krijgen zij een echte kamisa die ook de bilspleet en de billen bedekt. Haardracht is bij de Marrons van groot belang. Daarnaast spelen ook sieraden een belangrijke rol. Vroeger werden er veelal halskettingen van tanden, bij voorkeur van jaguars, gedragen, die vaak op gelijke grootte werden afgeslepen. Het gebruik van kaurischelpen (papa moni) in sieraden komt weinig meer voor. Het lichaam insmeren met witte klei heeft een magische of medicinale reden.

## Javaanse klederdracht
Javanen prefereren westerse kleding, mede door de hoge kosten van de traditionele dracht. Toch ziet men in Suriname nog steeds Javaanse vrouwen in sarong, de lange rok tot net boven de enkel.
Het nauwsluitende jakje, met veelal een punthals, heet een klambi koeroeng. Dit kledingstuk van dunne stof is in Suriname ontstaan naar eigen inzicht en smaak van de Surinaams-Javaanse vrouw. Het wordt gesloten met spelden, benèk, die met gouden munten kunnen zijn bezet. Ook de slendang, een omslagdoek die over de schouder loopt, wordt nog steeds gedragen en dient tevens om het jonge kind in mee te dragen.
Het haar van de Javaanse vrouw wordt opgemaakt in een lage wrong en wordt in Suriname versierd met een kam, djungkat geheten, en gouden spelden. Over de wrong met kostbaarheden draagt zij vaak een netje; dit is ook typisch Surinaams.